# تينا هرمان
تينا هرمان (بالألمانية: Tina Hermann)‏ هي متزلجة تزلج صدري ألمانية، ولدت في 5 مارس 1992 في Ehringshausen ‏ في ألمانيا.

## وصلات خارجية
- تينا هرمان على موقع IBSF (الإنجليزية)
- تينا هرمان على موقع اللجنة الأولمبية الدولية (الإنجليزية)
- تينا هرمان على موقع أوليمبيديا (الإنجليزية)
- تينا هرمان على موقع اللجنة الأولمبية الألمانية (الألمانية)